# Hypothesis
Hypothesis è un album di Vangelis registrato nel 1971 ma pubblicato nel 1978. 

## Descrizione
Nel maggio 1971 Vangelis eseguì una serie di jam session ai Marquee Studios di Londra, insieme a musicisti quali il violinista Michel Ripoche, il bassista Brian Odgers ed il batterista Tony Oxley. Da queste session furono estratti i due album che non vennero inizialmente pubblicati, ovvero Hypothesis e The Dragon. Per questo motivo non vengono considerati nella discografia ufficiale ed ufficialmente come successore di Beaubourg, viene considerato China. Nel 1978 alcune copie di questi album furono messe sul mercato senza autorizzazione dalla Affinity (di proprietà della Charly Records). Ben presto però, Vangelis contattò l'etichetta richiedendo ed ottenendo il ritiro dal mercato dei due dischi. La critica li considerò come album di scarso successo.
Musicalmente, entrambi gli album (ma in particolare Hypothesis) sono considerati fra i meno accessibili del musicista. Il fattore comune fra i due lavori è lo stile, per entrambi jazz fusion.
I due lavori vennero più volte ripubblicati tempo dopo: Hypothesis venne rimesso sul mercato come Visions of the Future, mentre in Germania entrambi vennero pubblicati in un doppio album denominato Portrait.

## Tracce
1. Hypothesis Part 1 – 16:00
2. Hypothesis Part 2 – 16:10

## Musicisti
- Vangelis - sintetizzatori e tastiere
- Brian Odgers - basso
- Tony Oxley - batteria
- Michel Ripoche - violoncello